# Bauduen
Bauduen is een gemeente in het Franse departement Var (regio Provence-Alpes-Côte d'Azur) en telt 294 inwoners (2004). De plaats maakt deel uit van het arrondissement Brignoles.

## Geografie
De oppervlakte van Bauduen bedraagt 48,0 km², de bevolkingsdichtheid is 6,1 inwoners per km².
De onderstaande kaart toont de ligging van Bauduen met de belangrijkste infrastructuur en aangrenzende gemeenten.

## Demografie
Onderstaande figuur toont het verloop van het inwonertal (bron: INSEE-tellingen).